# Знак «За содействие космической деятельности»
Знак «За содействие космической деятельности» — ведомственная награда Федерального космического агентства.
Награждение производится приказом Федерального космического агентства. Вручение Знака «За содействие космической деятельности» и удостоверения к нему производится в торжественной обстановке. Запись о награждении вносится в трудовые книжки работников, копия приказа о награждении подшивается в личное дело награждённого. В соответствии с Федеральным законом «О ветеранах» (статья 7, п.2) лица, награждённые ведомственным знаком и имеющие необходимый трудовой стаж работы в отрасли, приравниваются к званию Ветерана труда и имеют соответствующие льготы.
В связи с реорганизацией Федерального космического агентства России в Государственную корпорацию «Роскосмос» в 2015 году, награждение данным знаком прекращено.

## Положение о Знаке «За содействие космической деятельности»
1. Знаком «За содействие космической деятельности» награждаются работники Роскосмоса и организаций ракетно-космической промышленности России, проработавшие в отрасли не менее 10 лет, за: проявленную инициативу и спонсорскую поддержку при выполнении программ освоения и использования космического пространства; успехи в совершенствовании профессионального и педагогического мастерства; значительный вклад в подготовку кадров для организаций ракетно-космической промышленности России; активную деятельность по пропаганде истории и достижений отечественной космонавтики.
2. Знаком «За содействие космической деятельности» награждаются работники других организаций за активное содействие в реализации Федеральной космической программы России, за большой вклад в подготовку специалистов, пропаганду достижений России в области космонавтики.
3. Знаком «За содействие космической деятельности» награждаются иностранные граждане за содействие космической деятельности, большой вклад в подготовку специалистов, пропаганду достижений России в области космонавтики.
Согласно Положению Знак носится на правой стороне груди и располагается ниже государственных наград Российской Федерации после знака «За обеспечение космических стартов». Для ежедневного ношения используется лацканный вариант знака. Повторное награждение знаком не производится.

## Описание Знака «За содействие космической деятельности»
Знак «За содействие космической деятельности» изготавливается из оксидированного нейзильбера, имеет форму слегка выпуклой четырёхлучевой звезды с рельефной поверхностью. Между лучами звезды — серебристый лавровый венок. В центре звезды — накладной, слегка выпуклый, круглый золотистый медальон с рельефным изображением орбитальной станции «Салют» и космического корабля «Союз». Медальон покрыт синей эмалью. Расстояние между концами лучей звезды 38 мм. На оборотной стороне звезды в центре — номер знака.
Знак при помощи кольца и ушек крепится к серебристой прямоугольной колодке размером 24×31 мм. Колодка обтянута синей шелковой муаровой лентой шириной 20 мм. По краям ленты — серебристые полоски шириной 2 мм. На оборотной стороне колодки имеется приспособление для крепления к одежде — булавка.
Лацканный вариант знака изготавливается из оксидированного нейзильбера, имеет ту же форму и изображение, что и нагрудный знак. Накладной медальон с изображением орбитальной станции «Салют» и космического корабля «Союз» — золотистого цвета. Расстояние между концами лучей звезды — 20 мм. Для крепления знака к одежде используется цанговое крепление.

## История
Впервые Знак «За содействие космической деятельности» был учрежден Приказом Росавиакосмоса от 31 января 2002 года № 12. После преобразования в 2004 году Росавиакосмоса в Федеральное космическое агентство, 21 января 2008 года был издан новый Приказ Федерального космического агентства № 7 «О ведомственных наградах Федерального космического агентства» с Положением о знаке.
Знаки выпускались на Санкт-Петербургском монетном дворе тиражом 750 шт. Авторы знака — Андрей Забалуев и Василий Омелько.
8 февраля 2017 года был издан Приказ Государственной корпорации по космической деятельности «Роскосмос» № 23 «О ведомственном знаке отличия Государственной корпорации по космической деятельности „Роскосмос“», дающим право на присвоение звания «Ветеран труда». Данный приказ признаёт утратившим силу приказ Федерального космического агентства от 21 января 2008 года № 7 «О ведомственных наградах Федерального космического агентства».